# Richard Gilliland
Richard Gilliland (Fort Worth, 23 gennaio 1950 – Los Angeles, 18 marzo 2021) è stato un attore statunitense.

## Vita privata
Dal 1987 alla morte è stato sposato con l'attrice Jean Smart, dalla quale ha avuto due figli.

## Filmografia parziale

### Cinema
- Bug - Insetto di fuoco (Bug), regia di Jeannot Szwarc (1975)
- Il gigante della strada (Stay Hungry), regia di Bob Rafelson (1976)
- Sfida a White Buffalo (The White Buffalo), regia di J. Lee Thompson (1977)
- L'aereo più pazzo del mondo... sempre più pazzo (Airplane II: The Sequel), regia di Ken Finkleman (1982)
- Playing Dangerous 2, regia di Lawrence Lanoff (1996)
- Star Kid, regia di Manny Coto (1997)
- Home Room, regia di Paul F. Ryan (2002)
- Vampire Clan, regia di John Webb (2002)
- Case 347, regia di Chris Wax (2020)

### Televisione
- McMillan e signora (McMillan & Wife) – serie TV, 6 episodi (1976-1977)
- Operazione sottoveste (Operation Petticoat) – serie TV, 23 episodi (1977-1978)
- Un tocco di genio (Just Our Luck) – serie TV, 13 episodi (1983)
- In famiglia e con gli amici (Thirtysomething) – serie TV, 7 episodi (1989-1990)
- Quattro donne in carriera (Designing Women) – serie TV, 14 episodi (1986-1991)
- La signora in giallo (Murder, She Wrote) – serie TV, episodi 7x19-10x03 (1991-1993)
- Matlock – serie TV, 3 episodi (1991-1995)
- Desperate Housewives – serie TV, 2 episodi (2010)
- CSI - Scena del crimine (CSI: Crime Scene Investigation) – serie TV, 2 episodi (2008-2014)
- Imposters – serie TV, 4 episodi (2017-2018)

## Doppiatori italiani
Nelle versioni in italiano delle opere in cui ha recitato, Richard Gilliland è stato doppiato da:
- Massimo Rossi ne La signora in giallo (ep. 7x19)
- Alessandro Ballico in CSI - Scena del crimine (ep. 9x10)
- Ambrogio Colombo in CSI - Scena del crimine (ep. 15x08)
- Donato Sbodio in Scandal
- Paolo Marchese in Dexter
- Gianluca Machelli in Desperate Housewives
- Giovanni Petrucci in 24
- Gerolamo Alchieri in Criminal Minds